# 中共党史出版社

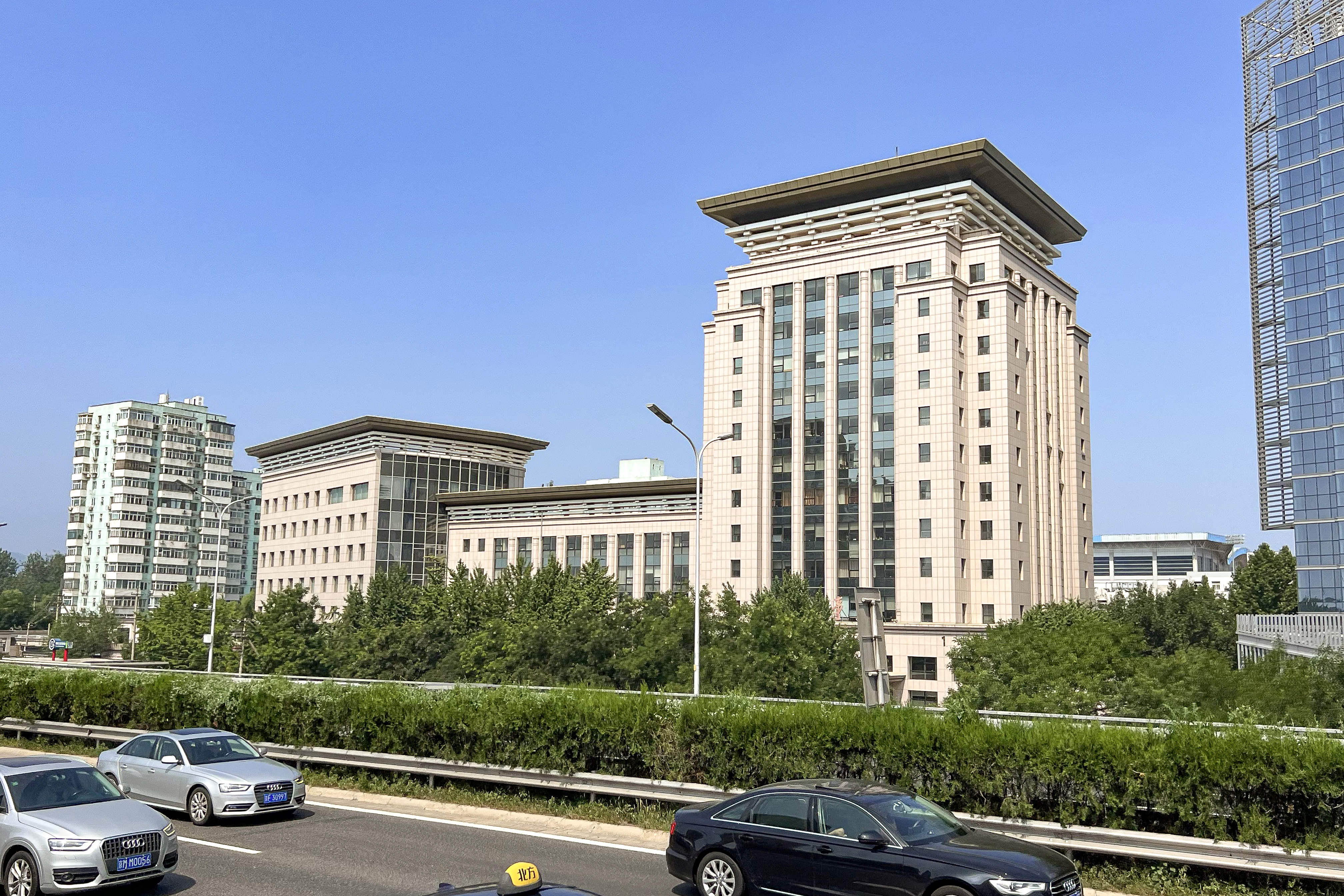
中共党史出版社读者服务部

中共党史出版社，是一家中华人民共和国出版社，位于北京市海淀区芙蓉里南街六号院1楼18层。

## 概述
1983年3月，中共党史资料出版社成立于北京，是以出版中国共产党党史、中国革命史图书为主的专业出版社。1989年初，中共党史资料出版社改名为中共党史出版社；1990年5月29日得到新闻出版署批准。中共党史出版社出书范围包括：中国共产党党史、中国革命史专著；中共党史人物传记、回忆录；中共党史资料；中共党史大事记以及相关的图书。1986年至1989年底，中共党史出版社曾以副牌春秋出版社名义出版图书，并办过双月刊《炎黄子孙》。1990年，春秋出版社因出版了帕特丽丝·玛修斯《充满仇恨的爱》等书涉及违法，被关闭。